# Ceratopogon succinotus
Ceratopogon succinotus är en tvåvingeart som först beskrevs av Johann Wilhelm Meigen 1818.  Ceratopogon succinotus ingår i släktet Ceratopogon och familjen svidknott.
Artens utbredningsområde är Portugal. Inga underarter finns listade i Catalogue of Life.